# Pepe Oriola
Josep „Pepe” Oriola Vila (ur. 9 lipca 1994 w Barcelonie) – hiszpański kierowca wyścigowy. Obecnie jeździ w zespole Tuenti Racing Team w World Touring Car Championship będąc jednocześnie najmłodszym kierowcą w historii tej serii.

## Kariera
Pepe Oriola swoją karierę wyścigową rozpoczął w 2004 w kartingu. Jeździł w różnych seriach kartingowych aż do 2008 włącznie. W 2009 zadebiutował w ostatniej rundzie sezonu serii SEAT León Supercopa Spain i od razu finiszował na podium. W 2010 zaliczył pełny sezon startów w hiszpańskiej Supercopie, a także w SEAT León Eurocup w zespole Monlau Competición. Swoje pierwsze zwycięstwo odniósł w drugim wyścigu na Brands Hatch w Eurocupie, a kolejne dwa w ostatniej rundzie sezonu na torze Circuit Ricardo Tormo koło Walencji. W klasyfikacji końcowej Eurocupu zajął 4 miejsce z dorobkiem 37 punktów, a Supercopę ukończył na 5 pozycji z 78 punktami na koncie. W 2011 przeniósł się do serii World Touring Car Championship i został najmłodszym kierowcą w jej historii mając w chwili debiutu w Wyścigu Brazylii 20 marca 16 lat, 8 miesięcy i 11 dni. W 2011 wystartował również w European Touring Car Cup składającej się z jednej rundy na torze Salzburgring. W pierwszym wyścigu zajął 2 miejsce, a w drugim odniósł zwycięstwo i został tym samym wicemistrzem tej serii z jednym punktem straty do Fabrizio Giovanardiego.

## Wyniki w WTCC
| Legenda oznaczeń w tabelach wyników Wyświetl szablon na nowej stronie | Legenda oznaczeń w tabelach wyników Wyświetl szablon na nowej stronie                                                                     |
| Oznaczenie                                                            | Wyjaśnienie |
| --------------------------------------------------------------------- | --- |
| Złoty                                                                 | Zwycięzca lub mistrzostwo |
| Srebrny                                                               | 2. miejsce lub wicemistrzostwo |
| Brązowy                                                               | 3. miejsce lub II wicemistrzostwo |
| Zielony                                                               | Ukończył, punktował (w klasyfikacji generalnej, gdy zdobył co najmniej jeden punkt na przestrzeni sezonu, poza trzema powyższymi opcjami) |
| Niebieski                                                             | Ukończył, nie punktował (w klasyfikacji generalnej, gdy nie zdobył co najmniej jednego punktu na przestrzeni sezonu)                      |
| Czerwony                                                              | Nie zakwalifikował się (NZ) |
| Czerwony                                                              | Nie prekwalifikował się (NPK) |
| Różowy                                                                | Nie ukończył (NU) |
| Różowy                                                                | Niesklasyfikowany (NS) (w klasyfikacji generalnej, gdy nie został sklasyfikowany w żadnym wyścigu sezonu)                                 |
| Czarny                                                                | Zdyskwalifikowany (DK) |
| Czarny                                                                | Wykluczony (WYK/EX) |
| Biały                                                                 | Nie wystartował (NW) |
| Biały                                                                 | Kontuzjowany (K/INJ) |
| Biały                                                                 | Wyścig odwołany (OD/C) |
| Bez koloru                                                            | Został wycofany (WYC/WD) |
| Bez koloru                                                            | Nie przybył (NP/DNA) |
| Bez koloru                                                            | Nie brał udziału w treningach (NT/DNP) |
| Bez koloru                                                            | Nie został zgłoszony (–) |
| Pogrubienie                                                           | Start z pole position |
| Kursywa                                                               | Najszybsze okrążenie wyścigu |
| †                                                                     | Nie ukończył, ale jego rezultat został zaliczony ze względu na przejechanie więcej niż 90% dystansu wyścigu.                              |
| *                                                                     | Sezon w trakcie |
| 1/2/3                                                                 | Punktowana pozycja w sprincie kwalifikacyjnym                                                                                             |
| Lista systemów punktacji Formuły 1                                    | |

| Sezon | Zespół             | Samochód             | Wyniki w poszczególnych wyścigach | Wyniki w poszczególnych wyścigach | Wyniki w poszczególnych wyścigach | Wyniki w poszczególnych wyścigach | Wyniki w poszczególnych wyścigach | Wyniki w poszczególnych wyścigach | Wyniki w poszczególnych wyścigach | Wyniki w poszczególnych wyścigach | Wyniki w poszczególnych wyścigach | Wyniki w poszczególnych wyścigach | Wyniki w poszczególnych wyścigach | Wyniki w poszczególnych wyścigach | Wyniki w poszczególnych wyścigach | Wyniki w poszczególnych wyścigach | Wyniki w poszczególnych wyścigach | Wyniki w poszczególnych wyścigach | Wyniki w poszczególnych wyścigach | Wyniki w poszczególnych wyścigach | Wyniki w poszczególnych wyścigach | Wyniki w poszczególnych wyścigach | Wyniki w poszczególnych wyścigach | Wyniki w poszczególnych wyścigach | Wyniki w poszczególnych wyścigach | Wyniki w poszczególnych wyścigach | Pozycja | Punkty |
| 2011  | SUNRED Engineering | SEAT León 2.0 TDI    | BRA                               | BRA                               | BEL                               | BEL                               | ITA                               | ITA                               |                                   |                                   |                                   |                                   |                                   |                                   |                                   |                                   |                                   |                                   |                                   |                                   |                                   |                                   |                                   |                                   |                                   |                                   | 18      | 11     |
| ----- | ------------------ | -------------------- | --------------------------------- | --------------------------------- | --------------------------------- | --------------------------------- | --------------------------------- | --------------------------------- | --------------------------------- | --------------------------------- | --------------------------------- | --------------------------------- | --------------------------------- | --------------------------------- | --------------------------------- | --------------------------------- | --------------------------------- | --------------------------------- | --------------------------------- | --------------------------------- | --------------------------------- | --------------------------------- | --------------------------------- | --------------------------------- | --------------------------------- | --------------------------------- | ------- | ------ |
| 2011  | SUNRED Engineering | SEAT León 2.0 TDI    | 13                                | 10                                | 11                                | 14                                | 14                                | 12                                |                                   |                                   |                                   |                                   |                                   |                                   |                                   |                                   |                                   |                                   |                                   |                                   |                                   |                                   |                                   |                                   |                                   |                                   | 18      | 11     |
| 2011  | SUNRED Engineering | SUNRED SR León 1.6T  |                                   |                                   |                                   |                                   |                                   |                                   | HUN                               | HUN                               | CZE                               | CZE                               | POR                               | POR                               | GBR                               | GBR                               | GER                               | GER                               | ESP                               | ESP                               | JPN                               | JPN                               | CHN                               | CHN                               | MAC                               | MAC                               | 18      | 11     |
| 2011  | SUNRED Engineering | SUNRED SR León 1.6T  |                                   |                                   |                                   |                                   |                                   |                                   | 10                                | NU                                | 13                                | 11                                | 13                                | 14                                | 12                                | 15                                | 8                                 | 12                                | 12                                | 8                                 | 18                                | 13                                | 17                                | 13                                | 10                                | 11                                | 18      | 11     |
| 2012  | Tuenti Racing Team | SEAT León WTCC       | ITA                               | ITA                               | ESP                               | ESP                               | MAR                               | MAR                               | SVK                               | SVK                               | HUN                               | HUN                               | AUT                               | AUT                               | POR                               | POR                               | BRA                               | BRA                               | USA                               | USA                               | JPN                               | JPN                               | CHN                               | CHN                               | MAC                               | MAC                               | 8       | 131    |
| 2012  | Tuenti Racing Team | SEAT León WTCC       | 6                                 | 12                                | 6                                 | 7                                 | 4                                 | 7                                 | 16                                | 5                                 | 8                                 | 4                                 | 7                                 | 4                                 | 9                                 | 2                                 | 16                                | 17                                | 16                                | 11                                | 7                                 | 2                                 | 22                                | NU                                | NU                                | 22                                | 8       | 131    |
| 2013  | Tuenti Racing Team | SEAT León WTCC       | ITA                               | ITA                               | MAR                               | MAR                               | SVK                               | SVK                               | HUN                               | HUN                               | AUT                               | AUT                               | RUS                               | RUS                               |                                   |                                   |                                   |                                   |                                   |                                   |                                   |                                   |                                   |                                   |                                   |                                   | 9       | 164    |
| 2013  | Tuenti Racing Team | SEAT León WTCC       | NU                                | 6                                 | 8                                 | 1                                 | 9                                 | 6                                 | NU                                | 16                                | 11                                | 7                                 | 17                                | 4                                 |                                   |                                   |                                   |                                   |                                   |                                   |                                   |                                   |                                   |                                   |                                   |                                   | 9       | 164    |
| 2013  | Tuenti Racing Team | Chevrolet Cruze 1.6T |                                   |                                   |                                   |                                   |                                   |                                   |                                   |                                   |                                   |                                   |                                   |                                   | POR                               | POR                               | ARG                               | ARG                               | USA                               | USA                               | JPN                               | JPN                               | CHN                               | CHN                               | MAC                               | MAC                               | 9       | 164    |
| 2013  | Tuenti Racing Team | Chevrolet Cruze 1.6T |                                   |                                   |                                   |                                   |                                   |                                   |                                   |                                   |                                   |                                   |                                   |                                   | 4                                 | 4                                 | 2                                 | 3                                 | 11                                | 21                                | 26                                | NU                                | 5                                 | 7                                 | 15                                | 2                                 | 9       | 164    |